# 共和黨海外事務組織
共和黨海外事務組織（英語：Republicans Overseas，簡稱RO）是一個專門為海外居住的美國籍共和黨員創立的政治組織，於2013年成立。RO已獲得共和黨全國委員會（RNC）確認為聯繫組織。由於共和黨有超過700萬海外黨員，因此這個組織獲得大量海外黨員加入。RO亦是一個依據美國國內稅收法條款527成立的組織，主張廢除《美国海外账户税收合规法》（FACTA）。

## 外部連結
- 官方网站